# Jean-Robert Huart
Pour les articles homonymes, voir Huart.
Jean-Robert Huart, né à Boussu (Belgique) le 2 septembre 1952 et mort à Belœil (Belgique) le 29 juin 2019 à l'âge de 66 ans.
Huitième dan de karaté wado-ryu, était un instructeur à la Wado International Karate-Do federation. Titulaire d’un titre pédagogique de la Communauté française de Belgique et président du groupe Wado FFKAMA, il était aussi juge-arbitre international. Il fonda en 1978 le Wado-ryu Karate Club Hornu.